# فيسيل غانسفورت
كان فيسيل هارمنز غانسفورت (1419-4 أكتوبر 1489) لاهوتيًا وإنسانيًا بارزًا من البلدان المنخفضة الشمالية. شهد اسمه الأخير العديد من الاختلافات في طريقة كتابته، ويُطلق عليه أحيانًا، بشكل غير صحيح، اسم يوهان فيسيل.
يُعتَبَر فيسيل واحدًا من المصلحين الذين ظهروا قبل عصر الإصلاح البروتستانتي، فاحتج على الوثنية الملحوظة للبابوية، والاستخدامات الخرافية والسحرية للأسرار المقدسة، وسلطة التقليد الكنسي، والميل في اللاهوت المدرسي اللاحق إلى التركيز بشكل أكبر، في عقيدة التبرير، على دور الإرادة الإنسانية في خلاص الإنسان على حساب عمل المسيح. تنبأت بعض تعاليم جون فيسيل بالإصلاح البروتستانتي.

## بداية حياته والتعليم

### عمل
دفعه الاهتمام بالخلافات بين الواقعيين والاسميين في باريس إلى الذهاب إلى تلك المدينة، حيث مكث ستة عشر عامًا وعمل باحثًا ومدرسًا. انحاز فيسيل في نهاية المطاف إلى المذهب الاسمي، مدفوعًا بميوله الصوفية المناهضة للكنسية بقدر ما كان مدفوعًا بأي رؤية ميتافيزيقية، وذلك لأن الاسميين كانوا آنذاك الحزب المناهض للبابوية. قادته رغبته في معرفة المزيد عن الإنسانية إلى روما، حيث كان في عام 1470 صديقًا حميمًا للعلماء الإيطاليين وتحت حماية الكرادلة بيساريون وفرانشيسكو ديلا روفيري (جنرال الرهبنة الفرنسيسكانية وبعد ذلك البابا سيكستوس الرابع).
يُقال إن سيكستوس كان على استعداد تام لتعيين فيسيل أسقفًا، لكن الأخير لم يكن يرغب بأي منصب كنسي رفيع، بل طلب نسخة عبرية من العهد القديم. أخذ فيسيل هذه النسخة إلى خرونينغن، حيث درس النص بصوت عالٍ مما أثار دهشة زملائه الرهبان.
عاد فيسيل من روما إلى باريس، وسرعان ما أصبح مدرِّسًا مشهورًا، وجمع حوله مجموعة من الطلاب الشباب المتحمسين، وكان من بينهم ريوتشلين. كان في بازل في عام 1475، وفي هايدلبرغ في عام 1476، حيث درّس الفلسفة في الجامعة. بدأ فيسيل بالنفور من الصراع اللاهوتي المدرسي وابتعد عن هذا المجال الجامعي مع اقتراب سن الشيخوخة، ووصفه بأنه «ليس دراسة للكتابات المقدسة بل مزيجًا من الفساد». عاد فيسيل إلى موطنه خرونينغن بعد ثلاثين عامًا من الحياة الأكاديمية، وقضى بقية حياته مديرًا جزئيًا لدير أولد كونفنت، وهو دير تابع لأخوات العالميات التابعات للرهبنة الثالثة، وجزئيًا في دير سانت أغنيس في زفوله.
رُحِّب بفيسيل باعتباره أشهر علماء عصره، ويُقال إنه سافر عبر جميع الأراضي، بما في ذلك مصر واليونان، ليجمع في كل مكان ثمار جميع العلوم. نقل إلى أصدقائه وتلاميذه ومعجبيه روحانيته الخطابية وحماسه للعلم والمعرفة وروح التعبّد العميقة التي تميزت بها حياته الخاصة. توفي في 4 أكتوبر 1489 وكان هذا الاعتراف على شفتيه: «لا أعرف سوى يسوع المصلوب».
دُفِنَ فيسيل على ترانيم جوقة كنيسة دير أولد كونفنت، التي كانت تقع على ما يسمى الآن رود فيز هويسترات، ولكنها كانت تُعرف آنذاك باسم سترات فان دي غيستيليكي ماغدن (شارع الراهبات الروحيات)، والذي كان مديرًا له. اكتُشِفَت عظامه في عام 1862 بحضور ذرية غانسفورت، وهم أفراد من عائلة غانسفورت الأمريكية. نُقِلَ رفاته إلى كنيسة مارتينيكيرك حيث أُقيم له نصب تذكاري. اكتُشِفَ رفاته مرة أخرى في عام 1962، ونُقِلَ إلى مختبر خرونينغن التشريحي للبحث. أدى غياب الباحث الرئيسي إلى التعرف على العظام بشكل خاطئ، وكان يُعتَقَد لأكثر من 50 عامًا أنها قد دُمِّرَت. اكتُشِفَت عظامه مرة أخرى في عام 2015، وأُعيد دفنها في كنيسة مارتينيكيرك في عام 2017.